# Vassalord
Vassalord (ヴァッサロード?, Vassarōdo) è un manga di Nanae Chrono. È stato serializzato da Mag Garden sulla rivista Comic Blade Avarus dal 30 marzo 2006 al 15 febbraio 2013. I singoli capitoli sono poi stati raccolti in sette volumi formato tankōbon, pubblicati dal 10 maggio 2006 al 15 marzo 2013. Un'edizione italiana è stata curata da GP Publishing, con il primo volume pubblicato il 21 ottobre 2010. La serie è stata adattata in quattro drama-CD e un OAV

## Trama
Charles J. Chrishunds è un cacciatore di vampiri al servizio del Vaticano che gli affida le missioni più oscure che non devono trapelare. Charlie oltre ad essere per metà cyborg e anche un vampiro e per nutrirsi dagli esseri umani si ciba del suo compagno Johnny Rayflo, anch'egli un vampiro. Durante una di queste missioni viene coinvolta anche una giovane suora, Cheryl, una discendente del popolo dei Vjedgoniani con poteri antivampiro. Grazie alla loro squadra la missione terminerà a buon fine anche se con qualche intoppo.

## Personaggi
Charles J. Chrishunds
Doppiato da Ryōtarō Okiayu, Christelle Ciari (bambino)
Noto anche come Charley/Cherry, è un cyborg cacciatore di vampiri per conto del Vaticano. Il suo padrone è Johnny Rayflo, un vampiro con uno stile di vita da playboy. Charles risolve i crimini e combatte contro la sua voglia di sangue, rifiutando di bere sangue dagli umani e cibandosi solo di quello del suo padrone.
Johnny Rayflo
Doppiato da Keiji Fujiwara
È un ricco vampiro che possiede una grande villa e diverse cameriere vampire. In passato era conosciuto come "Elegabalus il confinato". Charles è il suo vassallo. Agisce come fonte di cibo per Charley, che si rifiuta di bere sangue umano. Johnny e Charles discutono continuamente, soprattutto a causa della natura perversa di Rayflo e la sua tendenza di riferirsi a Charley col nome "Cherry".
Johnny ha una "gemella" di nome Rayfell.
Cheryl
È una giovane suora cacciatrice di vampiri. È una Vjedgoniana, ovvero possiede la capacità di inibire i poteri dei vampiri attraverso onde d'energia. Ha fattezze molto simili a quelle di Charles. Vive insieme alla vampira Rayfell.
Rayfell
È la "gemella" di Johnny Rayflo, benché non siano realmente imparentati. Rayfell è infatti una copia di Rayflo, creata da un demone usando una costola di quest'ultimo. La loro somiglianza fisica è l'unico motivo per la quale possono essere chiamati gemelli.
È una Succubus e vive insieme a Cheryl.
Barry
È un Incubus creato ad immagine del demone che ha trasformato Rayflo. Caccia quest'ultimo in un "gioco" e può rigenerarsi nonostante ferite che sarebbero letali per un qualsiasi umano o vampiro.

### Personaggi secondari
Craig Bernstein
Poliziotto di Los Angeles cui è stato incaricato di indagare sulla droga Vassalord, poi licenziato dai suoi superiori a causa delle sue indagini “sgradite”. Dotato di un grande senso di responsabilità e giustizia, Bernstein è inoltre dotato – a suo dire - di un fiuto naturale per le bugie. Si imbatte in Rayflo e Chris durante le sue indagini, sospettando subito di loro perché dotati, naturalmente, di poteri ed aspetto di grande somiglianza rispetto agli uomini potenziati dal Vassalord.
86
Accolito della mafia italiana ed irrecuperabile tossicodipendente, è dotato di una chiaroveggenza che lui stesso imputa al potere celeste di un angelo custode. Capace dunque di scrutare nel profondo dell'animo umano con un'occhiata ed individuare pericoli nascosti con la stessa facilità, 86 aveva di fronte a sé un'inarrestabile strada verso il successo in campo mafioso, tuttavia – per motivi sconosciuti – preferì fuggire e sottrarsi alle aspettative degliuomini che vedevano in lui il futuro leader.
Yaodin
Di origini cinesi, è il capo di una fazione mafiosa italiana. Freddo e spietato, il suo obiettivo è ritrovare 86 per imporgli il ruolo di boss, date le sue capacità del tutto fuori dall'ordinario. Si imbatte nel caso Vassalord poiché gli viene proposto di tentare gli effetti della droga e divenire così un vampiro, divenendo inoltre un nuovo “distributore” della sostanza stupefacente per conto dell'azienda; disgustato dall'eternità non più umana indotta dall'agente chimico, preferisce rifiutare.
Minea
Doppiata da Rina Satou
Silenziosa domestica di Johnny Rayflo. Fedele al punto di seguire il padrone prigioniero sino in Francia, Minea è capace di infiltrarsi ovunque grazie alla capacità di tramutarsi a suo piacimento in una gatta.
Marie
Doppiata da Mai Kadowaki
Principessa vampira di cui un tempo Rayflo era vassallo. Addormentata in stato catatonico per secoli, viene sorvegliata dalla Chiesa fino al suo risveglio.

## Manga
| Nº | Titolo italiano Giapponese 「Kanji」 - Rōmaji | Data di prima pubblicazione        | Data di prima pubblicazione            |
| Nº | Titolo italiano Giapponese 「Kanji」 - Rōmaji | Giapponese                         | Italiano                               |
| 1  | Vassalord 「ヴァッサロード」 - Vassarōdo | 10 maggio 2006 ISBN 978-4861272486 | 24 ottobre 2010 ISBN 978-88-6468-154-2 |
| 1  | Capitoli - "Elagabalus il confinato" - "La delusione di Hierocles" - "Il fugace Abba" |                                    |                                        |
| 2  | Vassalord 「ヴァッサロード」 - Vassarōdo | 30 maggio 2007 ISBN 978-4861273711 | 16 gennaio 2011 ISBN 978-88-6468-155-9 |
| 2  | Capitoli - "Arnold Paole e l'ombra della morte" - "La contemplazione di Addie" - "Teorie" |                                    |                                        |
| 3  | Vassalord 「ヴァッサロード」 - Vassarōdo | 10 marzo 2009 ISBN 978-4861276064  | 16 aprile 2011 ISBN 978-88-6468-156-6  |
| 3  | Capitoli - Incubus chiama il tuo nome una sola volta - Zoticus l'intrattenitore - "L'ingannevole Prussis guarda fugacemente lontano dalla realtà" - "Nulla, ovvero il fantasma di Cosa Nostra" - "La pioggia che cade sul dirupo -Parte 1-" - "La pioggia che cade sul dirupo -Parte 2-" |                                    |                                        |
| 4  | Vassalord 「ヴァッサロード」 - Vassarōdo | 19 marzo 2010 ISBN 978-4861277146  | 30 agosto 2011 ISBN 978-88-6468-157-3  |
| 4  | Capitoli - "La pioggia che cade sul dirupo -Parte 3-" - "Il sospetto del cardinale" - "Non ci indurre in tentazione - Eva" - "Ballo in maschera" - "Raoul dichiara il suo amore" |                                    |                                        |
| 5  | Vassalord 「ヴァッサロード」 - Vassarōdo | 15 marzo 2011 ISBN 978-4861278426  | 15 ottobre 2011 ISBN 978-88-6468-565-6 |
| 5  | Capitoli - "Senza alcun valore, eppur splendido Satana" - "Doppelgänger, immagine d'oblio" - "Come si comporta un giovane lupo" - "La messinscena della gabbia e gli spettatori scontenti" - "Il bluff, ovvero la lettera d'amore e il sudoku" - "Il capro espiatorio ha un morso forte" |                                    |                                        |
| 6  | Vassalord 「ヴァッサロード」 - Vassarōdo | 15 marzo 2011 ISBN 978-4861279560  | 22 marzo 2014                          |
| 7  | Vassalord 「ヴァッサロード」 - Vassarōdo | 15 marzo 2011 ISBN 978-4800001146  |                                        |

## Anime
Per l'uscita del settimo ed ultimo volume è stato prodotto un adattamento anime OAV, che ripropone in animazione gli avvenimenti del primo capitolo, Elagabalus il confinato. L'anime è stato prodotto dallo studio Production I.G ed abbinato ad un set in edizione limitata di illustrazioni e di un artbook della serie.